# Новопавловское сельское поселение (Краснодарский край)
Новопавловское сельское поселение — муниципальное образование в Белоглинском районе Краснодарского края России.
В рамках административно-территориального устройства Краснодарского края ему соответствует Новопавловский сельский округ.
Административный центр — село Новопавловка.

## Население
| 2010  | 2012  | 2013  | 2014  | 2015  | 2016  | 2017  |
| ----- | ----- | ----- | ----- | ----- | ----- | ----- |
| 5230  | ↘5186 | ↘5157 | ↘5152 | ↘5130 | ↘5127 | ↘5111 |
| 2018  | 2019  | 2020  | 2021  | 2023  |       |       |
| ↘5109 | ↘5032 | ↘5028 | ↘4656 | ↘4546 |       |       |

## Населённые пункты
В состав сельского поселения (сельского округа) входят 3 населённых пункта:
| № | Населённый пункт | Тип населённого пункта | Население (чел.) |
| - | ---------------- | ---------------------- | ---------------- |
| 1 | Новопавловка     | село                   | ↘4546            |
| 2 | Кулешовка        | село                   | ↘1831            |
| 3 | Меклета          | хутор                  | ↘885             |